# Нефрология
Нефрология е дял от медицината занимаващ се с диагностика, консервативно лечение и превенция на бъбречните заболявания.
Повечето от болестите, засягащи бъбреците са израз на общи нарушения. Сега е доказано, че хронично бъбречно заболяване е рисков фактор за развитието и прогресирането на сърдечно-съдови заболявания.
Уролозите са хирурзи, специализирани в лечение на бъбречни заболявания, които подлежат на хирургично лечение.

## Бъбречни заболявания
Пациентите се обръщат към нефролог поради следните причини:
- Остра бъбречна недостатъчност – внезапно спиране на бъбречната функция
- Хронична бъбречна недостатъчност
- Гломерулонефрит
- Пиелонефрит или инфекция на долните пикочни пътища
- Хематурия (кръв в урината)
- Камъни в бъбреците
- Рак на бъбреците – предимно клетъчен карцином на бъбреците
- Бъбречно заболяване при системни заболявания на съединителната тъкан

## Диагностика
Както и в останалата част на медицината, важна е историята на самата болест, получена от медицинска документация и изследвания.
Лабораторни тестове:
- Нива на урината
- Нива на креатинин, електролити, калций и фосфат
- Скорост на утаяване на еритроцитите и анализ на C-реактивен протеин
- Набор на проби урина за 24 часа за предоставяне на ценна информация за филтриране на способността на бъбреците, както и на нивото на загуба на протеини (при някои заболявания)

Други тестове, извършени от медицински нефролози:
- Бъбречна биопсия – да се получи тъкан и да се определи болестта, когато точната причина е неизвестна
- Ехографско изследване на пикочните пътища
- Компютърна томография
- Сцинтиграфия
- Ангиография
- Низходяща урография